# 最强蜗牛
《最强蜗牛》由青瓷游戏开发，是一款面放置遊戲的收集养成游戏。 

## 简介
《最强蜗牛》游戏在轻度休闲游戏的基础上，结合了类角子机的概率化探索收集、角色扮演游戏养成和战斗。不论是画风、网络模因，彩蛋，都让《最强蜗牛》在中国手游市场获得一定的成功。
游戏故事为地球遭受未知能量攻击，全球物种濒临灭绝。玩家扮演一隻被传送至一百年前的蜗牛，任务是消灭魔神并拯救世界。玩家必须环游各地，磨练成长以击败敌人。

## 玩法
《最强蜗牛》集合了放置、收集、養成、探索、策略等多種玩法，结合「旅行」与「变强」的特性，在等待放置的玩法基础上，增添了针对各个国家的特色玩法。

## 角色设定

### 属性
四维属性分别是生命值、攻击值、防御值、以及追击值，每一项四维属性的数值都和《最强蜗牛》的战斗系统直接挂钩，可以直接影响蜗牛的战斗能力。四维属性的数值越高，蜗牛的战斗能力也就越强；反之，蜗牛的战斗能力也就越弱。
五维属性分别是人气值、科技值、文化值、信仰值、以及艺术值。五位属性里面的每一项属性，都是和最强蜗牛的养成系统直接挂钩的，会直接影响四维属性的数值提高速度，从而影响蜗牛战斗能力的提高速度。五维属性的数值影响的是蜗牛战斗能力的提高速度方面，而四维属性的数值影响的是蜗牛战斗能力的提高幅度方面。

## 反响
《最强蜗牛》于2020年中国iOS游戏畅销榜上排名第二，仅此一款游戏，便占公司当年超过95%的收入。 同年6月至12月的平均月活跃用户数为4400万人。2021年4月，腾讯、阿里巴巴、哔哩哔哩融资3.03亿人民幣，使青瓷IPO上市。2022年6月，《最强蜗牛》于日本上线时获得了日本地区iOS和Google Play免费游戏榜的前十名。
在南方财经全媒体集团合规科技研究院发布的《20款手游未成年人保护机制测评 (2021) 》中，最强蜗牛对未成年人的保护测评仅达55分，仅有低等级的保护程度。2022年，最强蜗牛的保护机制测评为73分，该年各测评游戏平均71.33分。